# Blefaroespasmo
El blefaroespasmo es una anomalía de la función de los párpados, cuyos músculos causan una contracción involuntaria de ellos (enfermedad del grupo de las distonías). Con mucha frecuencia se asocian a espasmos de los músculos de la cara, los que se conocen como enfermedad o síndrome de Meige. Es una enfermedad rara del grupo de las distonías.
Esta patología puede provocar dificultad para leer y caminar (ya que se cierran los ojos), morisquetas y deformaciones transitorias en la cara y los párpados. Sus causas de origen son desconocidas. 
Sin embargo, es importante diferenciarla de otras enfermedades, a través de un estudio que incluya una evaluación oftalmológica, que descarte la presencia de una patología corneal, glaucoma u ojo seco.

## Síntomas
Inicialmente se puede expresar como un escozor y parpadeo. En los casos más severos los espasmos pueden ser frecuentes e invalidantes, ya que los ojos permanecen cerrados la mayor parte del tiempo, dejando al afectado funcionalmente ciego. La existencia de factores desencadenantes como el estrés, la luz, la lectura o algunos estímulos motores, condiciona una fluctuación del cuadro. Es común que los pacientes refieran trucos con los que pueden controlar, al menos parcialmente, el problema para abrir los ojos. Inicialmente su curso es fluctuante y luego de dos a tres años se estabiliza.  

## Tipos
- Espasmo palpebral menor, contracción nerviosa o tic.

- Blefaroespasmo benigno esencial
- Espasmo hemifacial:

Es un trastorno que generalmente afecta los músculos de un solo lado de la cara (aunque raramente se puede presentar de forma bilateral), las contracciones clónicas son involuntarias, de forma inicial se afecta el músculo orbicular y conforme va avanzando daña toda la hemicara, al paso del tiempo incrementa la frecuencia e intensidad de las crisis.

## Tratamiento
El tratamiento más efectivo para el blefaroespasmo y síndrome de Meige es la inyección de los músculos afectados con toxina botulínica, con la que se observa una mejoría significativa en muchos casos. Esta toxina es una sustancia producida por la bacteria Clostridium botulinum, preparada comercialmente para su uso terapéutico. Al ser inyectada en los músculos, actúa sobre las terminales nerviosas en la unión neuromuscular, inhibiendo su función, lo que resulta en una disminución de la actividad del músculo, con una consecuente reducción de los espasmos o sacudidas. 
La aplicación de las inyecciones de toxina es un procedimiento sencillo, que produce molestias moderadas. No es necesario el uso de anestesia. Normalmente, el efecto de la medicación no es evidente en los primeros días de inyectada la toxina. Los resultados duran de 2 a 3 meses, por lo que, en general, los pacientes deben inyectarse cuatro veces al año para mantener el efecto. 
Al inyectarse en los músculos perioculares se puede producir Ptosis palpebral (caída del párpado), lo que dificulta la apertura total de los ojos. 
Pero esto habitualmente es leve, y desaparece en el transcurso de días o semanas. 
En ocasiones aisladas se pueden producir ptosis severas, que le dificulten la visión por días o semanas. 
Otros efectos laterales transitorios son: 
- dolor en los sitios de inyección,
- xeroftalmia (puede hacer necesario el uso de lágrimas artificiales)
- irritación ocular,
- visión doble,
- visión borrosa.

Como efecto adverso menor, la inyección puede dejar contusiones locales.  
En algunos casos la ingesta de un suplemento de cloruro de magnesio resulta un tratamiento efectivo, no siendo necesario ningún tipo de cirugía.